# Adolphe Burnat
Adolphe Burnat (* 13. September 1872 in Vevey; † 7. November 1946 in Montreux) war ein schweizerischer Architekt.

## Leben
Adolphe Burnat war der Sohn des Waadtländer Architekten Ernest Burnat (1833–1922), der an der Bauaufsicht bei der Restaurierung der Kathedrale von Lausanne und des Schlosses Chillon beteiligt war und als Erbauer grosser Hotels in der Region von Vevey und Montreux bekannt wurde. Adolphe Burnat studierte an der École Spéciale d’Architecture in Paris und bildete sich in Deutschland,  Frankreich, Italien, Holland und Belgien weiter. 1899 gründete er zusammen mit Paul Nicati ein Architekturbüro.

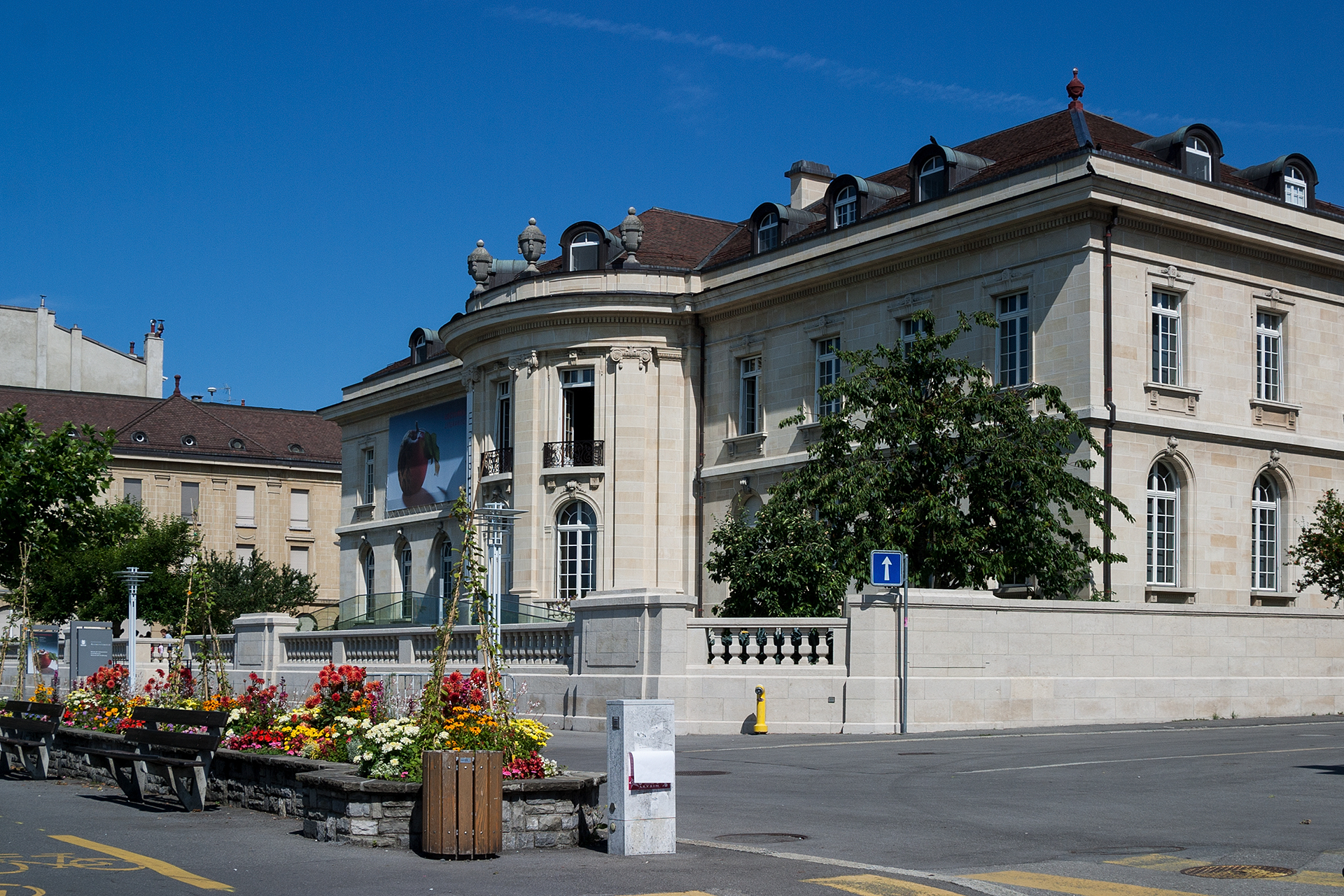
Alimentarium in Vevey, erster Hauptsitz von Nestlé

Von ihm stammt unter anderem der Bau des ersten Hauptsitzes des Unternehmens Nestlé in Vevey, in welchem sich heute das Museum Alimentarium befindet. Er war in Zusammenarbeit mit dem künstlerischen Leiter René Morax für die Architekturpläne der Fête des Vignerons 1905 in Vevey verantwortlich.
Er war oft mit der Restaurierung historischer Bauwerke im Kanton Waadt beschäftigt und wurde zum Mitglied der kantonalen Denkmalpflegekommission gewählt. Er war als Architekt mit der Restaurierung der Kathedrale von Lausanne und des Schlosses Chillon beauftragt.
Von 1921 bis 1941 war Adolphe Burnat Bürgermeister von La Tour-de-Peilz.
Er war in erster Ehe verheiratet mit der Künstlerin Marguerite Burnat-Provins, in zweiter Ehe mit Elaine Jordan.

## Schriften
- Le château de L’Isle. In: Revue historique vaudoise, 1930, S. 209–220.